# Жизнь в зоопарке
Жизнь в зоопарке — песня Майка Науменко, основателя и лидера советской рок-группы «Зоопарк». Является одной из самых ранних русскоязычных композиций Майка и, в то же время, стала легендарной в репертуаре исполнителя. Однако, несмотря на это, не присутствует ни на одном студийном альбоме группы «Зоопарк».

## История создания и записи
В интервью Майк неоднократно упоминал, что песню он написал к своему двадцатилетию, то есть — в 1975 году. В это время ещё не существовало группы «Зоопарк», которую Науменко собрал лишь в 1980—1981 годах. Песня по каким-то причинам не вошла в альбом «Все братья — сёстры», записанный Борисом Гребенщиковым и Майком летом 1978 года. Майк часто исполнял её во время квартирников, которые давал в разных городах Советского Союза на протяжении 80-х годов, особенно в первой половине десятилетия, нередко совместно с другими популярными в те годы исполнителями, такими как Борис Гребенщиков, Виктор Цой, Сергей Рыженко и др. Песня присутствует на концертном альбоме «Жизнь в Зоопарке» (1985).
В 2000 году, к юбилею Майка, бывший клавишник и бэк-вокалист «Зоопарка» Александр Донских исполнил эту песню в рамках альбома «РеМайк» собственной группы «Зоо-Парк». Кроме этой, в альбом вошло несколько более известных и почти неизвестных песен Майка, которые он ранее либо не исполнял, либо же не успел записать для альбомов.
Группа «Кукрыниксы» записала кавер-версию этой песни для трибьюта «Песни простого человека» к 60-летию Майка Науменко. В январе 2016 группа выпустила и опубликовала на YouTube заново сведённую версию этой записи.

## Название песни и группа
Несмотря на явное сходство между названием песни и названием группы, которую чуть позже создаст Майк, он неоднократно заявлял, что между этими вещами нет никакой связи. По словам Науменко, ему просто нравилось слово «зоопарк», которое и отобразилось в названии группы, но к песне «Жизнь в зоопарке» это не имеет отношения.